# 南港區
25°01′57″N 121°36′45″E / 25.032458°N 121.6124062°E
南港區，舊稱「南港仔」，前身「南港鎮」，位於台灣臺北市東南部，臺北盆地的東緣，人口約11.3萬人，為臺北市人口最少的行政區。區名係與基隆河對岸的汐止「北港」相對。清治時期稱此地為南港仔庄及南港仔街，當時境內主要人口集中在今天南港、三重、中南等里之間，舊名南港三重埔，今日稱為三重埔次分區。
2010年臺北市舉辦臺北國際花卉博覽會而制定區花，南港區為桂花，臺北市政府民政局也特別製作區花版門牌。

## 歷史

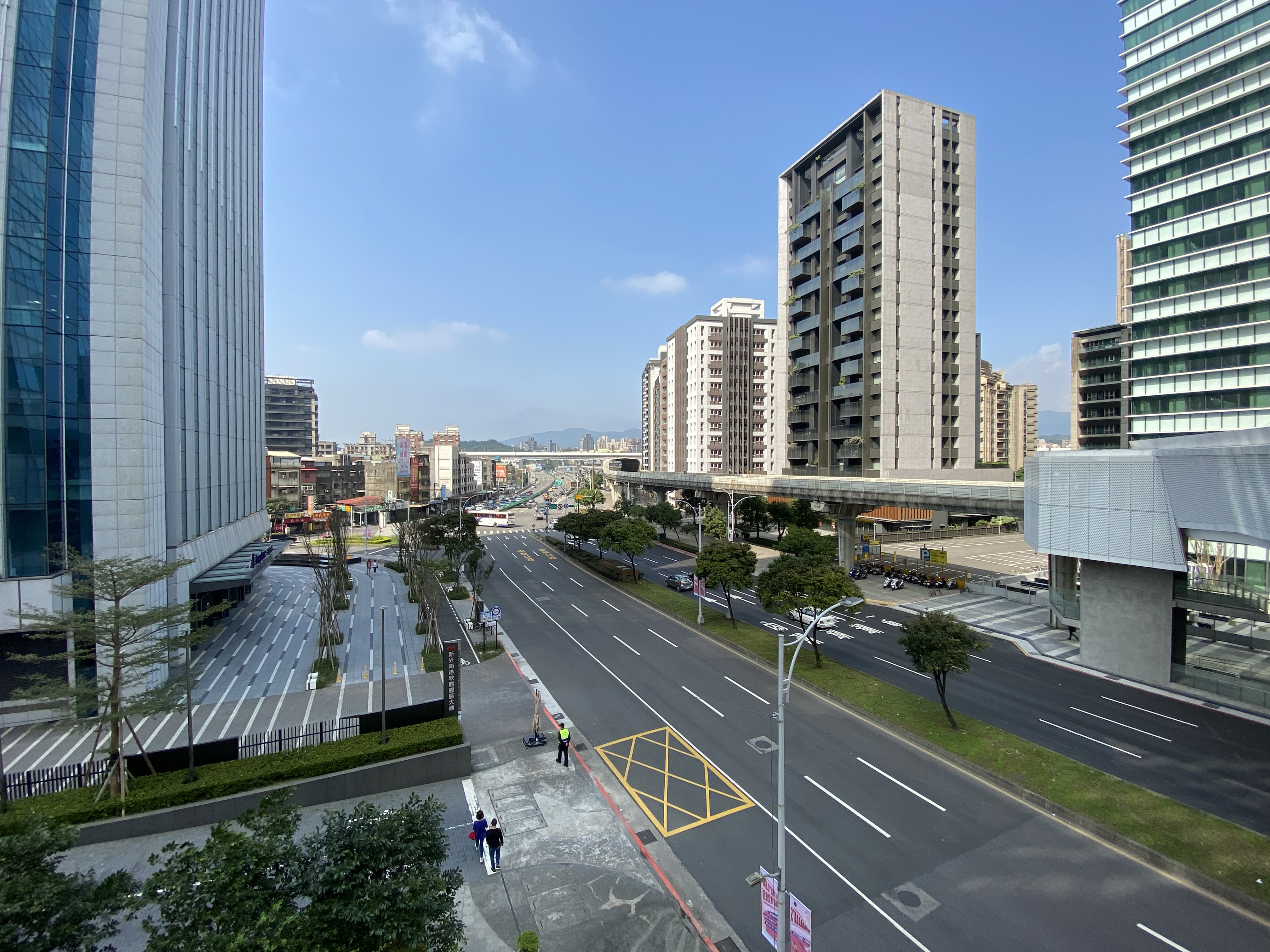
經貿二路近中國信託金融園區

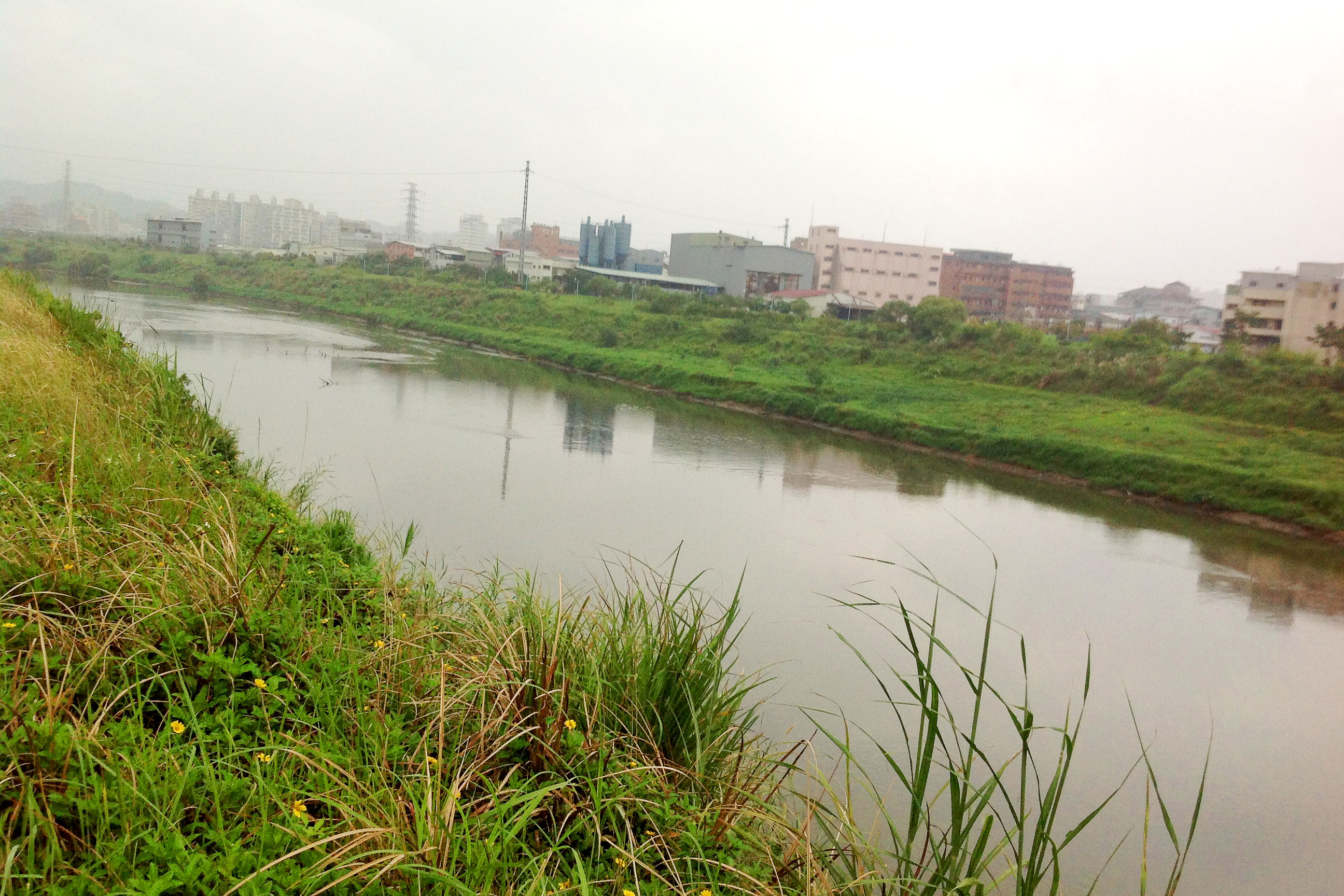
港仔嘴發源地（基隆河左岸），今天的位置約在南港路一段30巷至捷運內湖機廠之間。

南港與「水轉腳」、「水返腳」（今汐止），於基隆河的兩岸形成交界處，自然造成的「港仔嘴」。最早的南港聚落，位於今臺北捷運南港展覽館站側，即南港路一段10巷（已拆除）至30巷間之間。昔日舟楫往來，河港的功能健全，
早在明鄭時代已築有基礎公路。清朝光緒年間劉銘傳開通臺北－基隆間鐵路，位於原公路南側開縱貫鐵路，成為東西交通幹線。惟清治時期仍慣以水運，且南港人口有限、難有發達。
1885年，福建安溪人王水錦和魏靜時來臺，赴臺北府淡水廳大內樟腦寮（今臺北市南港區大坑一帶），發現本地氣溫、雨量、土質等相當適合茶樹的生長，於是引進茶樹在該處種植，使南港成為臺灣包種茶的發源地。
台灣日治時期南港劃歸為台北州七星郡內湖庄，1931年臺北到基隆間的公路通車，南港仔嘴被納入北基公路一環，完成水路、鐵路和陸路的交通主幹。
日治末期，南港茶業日漸沒落，煤礦與磚瓦業正蓬勃興起，煤礦區大致分布在大坑及四分子（今舊莊、九如里），磚瓦業分布在東新庄子（今玉成、西新里）。1941年日資企業合資設立台灣ゴム株式會社，在南港新設工廠生產橡膠製品，供應戰爭的橡膠軍需品，全盛時期聘雇近千名工人，戰後續為全台規模最大的橡膠工廠。
中華民國接管台灣後，仍隸屬臺北縣七星區內湖鄉。
1946年7月6日與內湖鄉分治，設立南港鎮公所。
1950年行政區重編，七星區被一起撤銷，直屬於臺北縣。1956年，南港鎮民代表會決議未來加入臺北市行政區。
1968年7月1日隨臨近之景美鎮、內湖鄉、木柵鄉、暨歸屬於陽明山管理局之士林鎮、北投鎮等鄉鎮劃入升格後之院轄臺北市，南港鎮亦於1968年7月1日因劃入臺北市而改制為「南港區」。
1950年代，南港煤礦與磚瓦業逐漸沒落，改以生產與翻修輪胎的橡膠工業為產業中心；1955年，臺灣省政府為振興南港經濟，指定南港為工業區，吸引許多廠商到南港投資設廠，有南港輪胎、臺灣肥料公司南港廠、富士霸王號自行車、南隆鐵工廠、僑泰興企業南港麵粉廠、聯華實業麵粉廠、國產實業建設、利百代國際實業、啟業化工廠。工廠遷入帶給南港繁榮，但也因工廠排放濃密黑煙，使南港成為人們口中的「黑鄉」名遐北市。負責中華民國國軍後勤軍備生產的聯勤總部及其所屬的202兵工廠亦遷至南港至今。
1954年，經中央研究院院長朱家驊多方奔走，同年開始進行中央研究院在臺復院計畫，首先「植物研究所」在臺復所，次年成立「近代史研究所」及「民族研究所」籌備處。1986年，中國電視公司總部遷入南港，成為第一家在南港設置總部的電視台，帶動南港產業轉型。
2015年台北市政府公布東區門戶計畫，啟動多項交通與重大建設，因為政府不斷推動大型公共建設下，捷運板南線、南港軟體園區、南港展覽館、高鐵南港站、臺北流行音樂中心等大型計畫陸續改變南港風貌，未來還有國家生技研究園區，勢將繼續改善南港的輪廓。
隨著政府重大建設投入，多項都市更新計畫亦陸續啟動，包括南港輪胎於2019年9月宣布啟動世界明珠案，國泰人壽、國泰建設、國產實業、富邦人壽、華固建設等大型企業陸續宣布大型開發案將大幅改變南港的市容與環境，未來十年將成為台北市最大商辦聚落。
2016年7月1日，高鐵南港站隨著台灣高速鐵路「南港－臺北」段正式通車而啟用。

## 地理

### 位置
南港位於台北盆地的東緣，轄20里，454鄰。清治時期地理位置剛好在基隆河下游南岸，南港地處臺北市的東南方，基隆河下游南岸，南港山脈的北側。南半部為丘陵，海拔400公尺上下。北半部基隆河，其南岸為小平原，呈東西走向，漸西漸闊，人口多分布於此。
相鄰的行政區：北邊為內湖區（以基隆河中心線為界），東邊是新北市汐止區（以大坑溪為界），南邊為文山區及新北市深坑區、石碇區（以大坪山(福壽)為界），西界以舊八張犁截水道至西部縱貫鐵路與松山區為界、另以中坡南、北路接福德街至姆指山山脊與信義區為界。全區面積約21.8424平方公里。

### 人口
根據臺北市南港區戶政事務所統計，2024年底南港區戶數約4.8萬戶，人口約11.3萬人，是臺北市人口最少的行政區。區內人口最多與最少的里分別是中研里與中南里，2024年底兩里人口分別為9,027人與3,299人。2024年底，南港區的人口年齡構成中，有11.20%是0至14歲人口，67.79%是15至64歲人口，21.01%是65歲以上人口，是臺北市青壯年人口佔比最高的行政區。

## 政治

### 區政組織

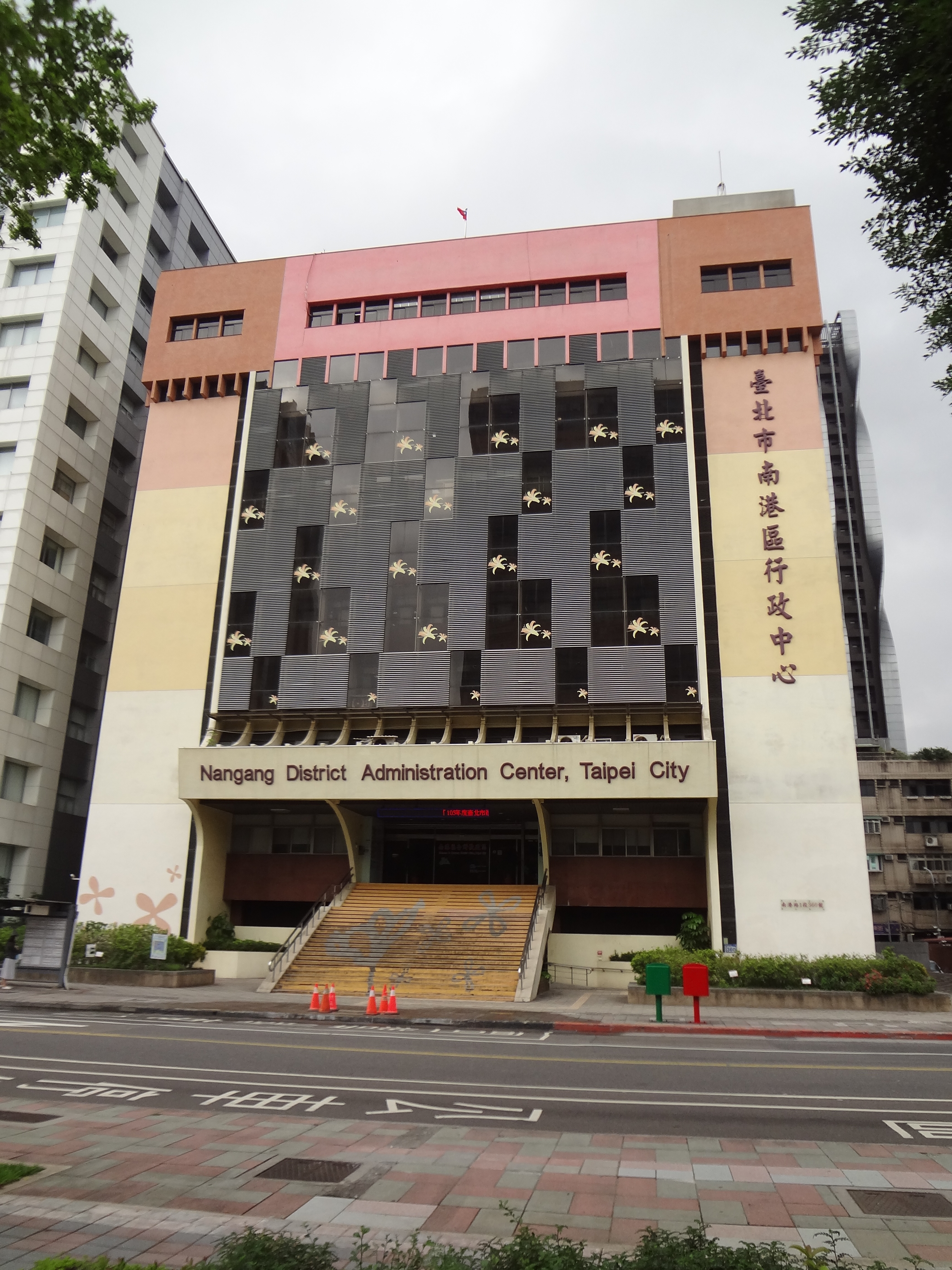
南港區行政中心

南港區公所是臺北市政府在南港區的派出機關，在中華民國政府架構中為市政府綜理區政的執行機關，上級業務監督機關為臺北市政府。区长由市長任命，其任期為無任期保障。在區長及主任秘書之下，設有5課4室等9個內部單位。

### 行政區劃

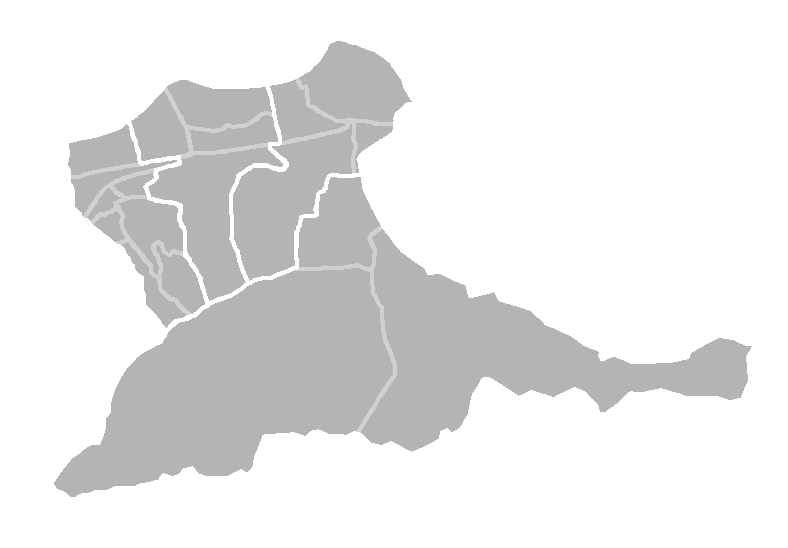
臺北市南港區次分區位置圖：三重埔次分區（右上）、新庄仔次分區（中上）、後山坡次分區（左上）、中研次分區（下）。

| 次分區 | 里名   | 里名   | 里名   | 里名   | 里名   | 里名   | 里名   | 里名   |
| ------ | ------ | ------ | ------ | ------ | ------ | ------ | ------ | ------ |
| 後山坡 | 玉成里 | 聯成里 | 合成里 | 成福里 | 仁福里 | 百福里 | 鴻福里 | 萬福里 |
| 新仔   | 東新里 | 西新里 | 東明里 | 新光里 | 重陽里 |        |        |        |
| 三重埔 | 南港里 | 三重里 | 中南里 | 新富里 |        |        |        |        |
| 中研   | 中研里 | 九如里 | 舊莊里 |        |        |        |        |        |

### 其他行政機構
- 中華民國衛生福利部
  - 衛生福利部社會及家庭署
  - 衛生福利部附屬醫療及社會福利機構管理會
  - 衛生福利部食品藥物管理署
- 陸軍後勤指揮部
- 國家文官學院
- 財政部臺北國稅局南港稽徵所

## 知名企業
1. 美商英特爾台灣分公司[17]  台北市南港區忠孝東路七段369號20樓
2. 美商超微半導體台灣分公司  總部位於台北市南港區經貿一路170號19樓
3. 台灣西門子股份有限公司  台北市南港區園區街3號
4. 香港商雅虎資訊股份有限公司(Yahoo!奇摩)：總部位於台北市南港區南港軟體園區三重路。
5. 美商瑪氏食品股份有限公司台灣分公司：知名巧克力銷售企業，2013年爆紅電視廣告台詞「我阿嬤都踢得比你好，那叫你阿嬤來囉」為公司巧克力商品電視廣告代表作，總部位於台北市南港區三重路。
6. 台灣彩券股份有限公司：公益彩券(樂透彩)發行機構中信銀行之受委託機構，總部位於台北市南港區南港軟體園區經貿二路。
7. 東元電機股份有限公司(TECO Electric and Machinery Co., Ltd.)：總部位於台北市南港區南港軟體園區三重路。
8. 願境網訊股份有限公司(KKBOX Taiwan Co., Ltd.)：總部位於台北市南港區南港軟體園區三重路。
9. 歐付寶電子支付股份有限公司(allPay Electronic Payment CO.,Ltd.)：
10. 總部位於台北市南港區南港軟體園區三重路。
11. 悠遊卡股份有限公司(EasyCard Corporation)：總部位於台北市南港區南港軟體園區園區街。
12. 悠游卡投资控股股份有限公司(EasyCard Investment Holdings Co., Ltd.)：總部位於台北市南港區南港軟體園區園區街。
13. 台灣高速鐵路股份有限公司(Taiwan High Speed Rail Corporation)：總部位於台北市南港區南港軟體園區經貿二路。
14. 台灣浩鼎生技股份有限公司(OBI Pharma, Inc.)：總部位於台北市南港區南港軟體園區園區街。
15. 聯強國際股份有限公司(Synnex Technology International Corporation): 總部位於台北市南港區市民大道八段205號聯強國際大樓。[18]
16. 宏碁資訊服務股份有限公司：位於台北市南港區南港路三段9號18樓[19]

## 文化媒體
1. 中國電視公司：一般大眾習慣簡稱「中視」，總部位於本區重陽路
2. 東森電視：一般大眾習慣簡稱「東森」，攝影棚位於本區重陽路
3. 東森新聞雲：一般大眾習慣簡稱「ETtoday」，總部位於本區重陽路
4. 原住民族電視台：簡稱原視，口頭慣稱原民臺，總部位於本區重陽路
5. 原住民族廣播電台：由財團法人原住民族文化事業基金會經營，位於本區重陽路中國電視大廈內
6. 臺北流行音樂中心:由行政法人臺北流行音樂中心經營，位於本區市民大道八段，南港車站附近
7. 商業周刊：位於本區昆陽街16號

## 運動中心
- 南港運動中心

## 學術機構
- 中央研究院

## 教育

### 圖書館
- 臺北市立圖書館南港分館- 原住民文化[20]
- 臺北市立圖書館舊莊分館- 科普[21]
- 臺北市立圖書館龍華民眾閱覽室[22]
- 臺北市立圖書館北原會館借還書工作站[23]
- 臺北市立圖書館親子美育數位圖書館[24]

### 大專院校
- 中華科技大學

### 高級中等學校
- 臺北市立南港高級中學
- 臺北市立育成高級中學
- 臺北市立南港高級工業職業學校

### 國民中學
- 臺北市立南港高級中學附設國民中學
- 臺北市立誠正國民中學
- 臺北市立成德國民中學

### 國民小學
- 臺北市南港區南港國民小學[25]
- 臺北市南港區成德國民小學[26]
- 臺北市南港區胡適國民小學
- 臺北市南港區舊莊國民小學[27]
- 臺北市南港區玉成國民小學[28]
- 臺北市南港區東新國民小學[29]
- 臺北市南港區修德國民小學[30]

### 社會大學
- 臺北市南港社區大學

## 醫療機構
- 臺北市立聯合醫院忠孝院區
- 康禾診所-洗腎中心[31]

## 墓地
- 臺北市軍人公墓[32]
- 胡適墓園

## 廟宇
- 南港富南宮
- 南港興南宮
- 南港新福宮
- 舊莊福德宮
- 南港坤元宮
- 玉成公園福德宮
- 南港聖德宮
- 南港慈雲寺
- 南港金山寺
- 明心禪寺
- 天達堂
- 台北南港慈岩宮
- 西新福壽宮
- 後山坡福德爺廟
- 無極明聖宮
- 慈善總堂
- 護國九天宮

## 交通

### 鐵路
臺灣鐵路管理局
- 縱貫線：南港車站 - 松山車站（信義區永吉里、松山區慈祐里、南港區玉成里交界，地址在信義區。）

註：臺鐵松山車站位於信義區永吉里和台北捷運松山車站位於松山區慈祐里。
台灣高速鐵路
- 台灣高鐵：南港車站

台北捷運
- 文湖線：南港展覽館站 - 南港軟體園區站
- 板南線：南港展覽館站 - 南港站 - 昆陽站 - 後山埤站

### 道路
- 國道三號（福爾摩沙高速公路）：南港交流道（實際位於汐止區）、南港系統交流道、南深路出口
- 國道五號（蔣渭水高速公路）：南港系統交流道
- 台5線：忠孝東路 五段（中坡南北路至永吉路交叉口）六~七段、研究院路一段、南港路一段
- 環東快速道路

### 未來

#### 鐵路
- 北宜新線（規劃中）：南港車站
- 基隆捷運（規劃中）：南港展覽館站、南港車站

## 休閒旅遊

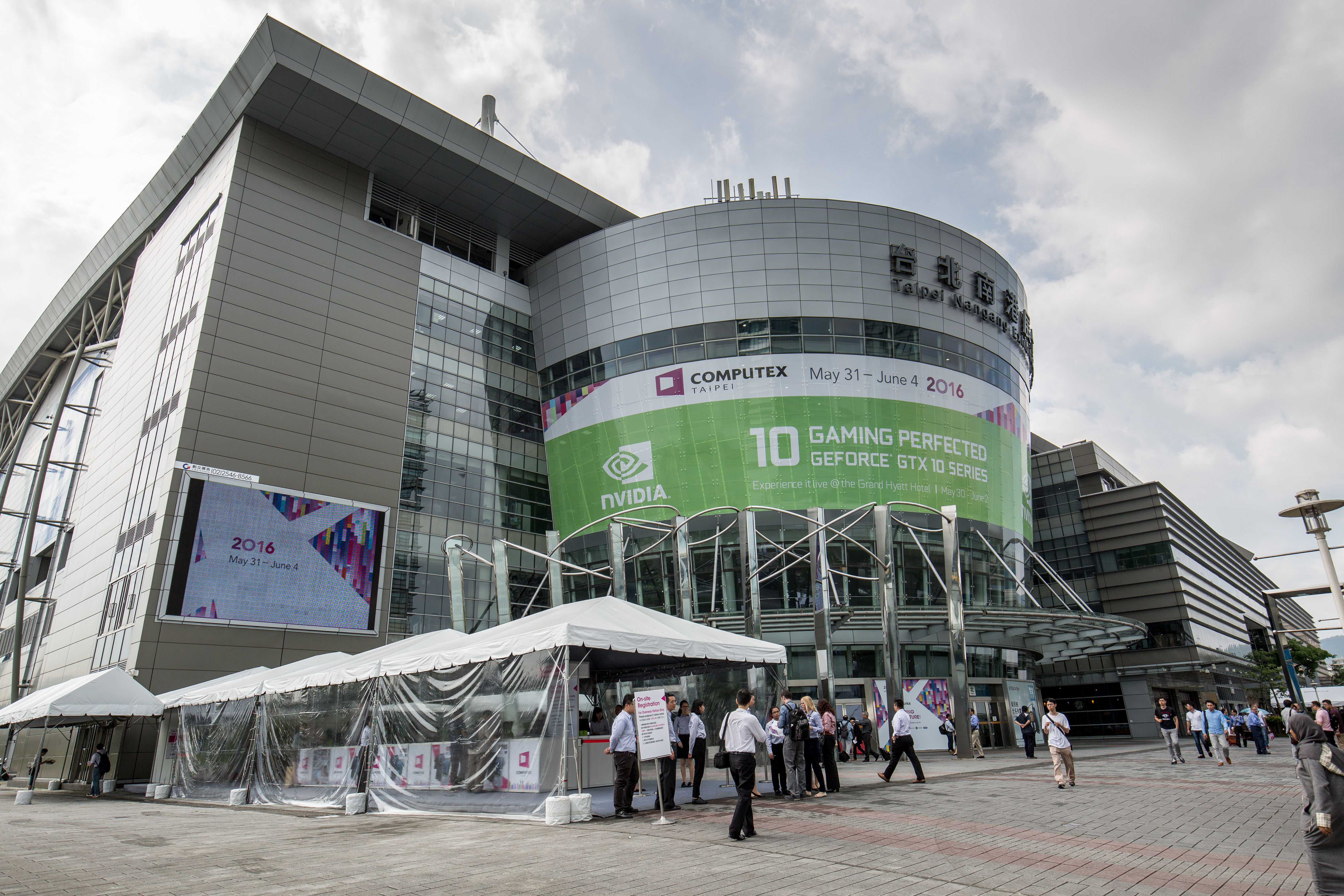
臺北世界貿易中心南港展覽館

### 歷史建築
- 南港煙囪：歷史建築，1959年建立。[33]
- 南港闕家古厝
- 南港瓶蓋工廠
- 松山療養所所長宿舍（靜心苑）[34]

### 登山步道
- 舊莊茶山步道[35]
- 更寮古道[36]
- 南港山[37]

### 公園
- 南港公園
- 成美左岸公園
- 胡適公園
- 玉成公園[38]
- 南湖左岸公園
- 極限運動訓練公園
- 山水綠生態公園
- 東陽公園[39][40]
- 新新公園
- 玉東公園
- 向陽綠大地
- 向陽公園
- 興南公園
- 興華公園
- 南興公園
- 南汐公園
- 中南公園
- 港後公園
- 南港新富公園
- 東明公園
- 東新公園
- 成德綠地
- 萬福公園
- 合成8號公園
- 合樂公園
- 市民公園
- 聯成公園
- 新勝公園
- 重陽公園
- 世貿公園
- 富康公園
- 經貿公園
- 南港65號綠地
- 中研公園
- 六福公園
- 幸福公園
- 福山公園
- 舊莊公園（茶香公園）
- 理想公園
- 九如綠地

### 展覽與表演
- 南港展覽館
- 臺北流行音樂中心
- 瓶蓋工廠台北製造所 （页面存档备份，存于）

### 商場
- CITYLINK 南港店：是臺灣一家連鎖購物中心，為潤泰企業集團旗下潤泰創新轉投資的購物中心，位於三鐵共構的南港車站。
- Global Mall 南港店：是臺灣一家連鎖購物中心，由建築商冠德建設轉投資創立，位於三鐵共構的南港車站。
- Mitsui Shopping Park LaLaport 南港：是臺灣一家連鎖購物中心，由三井Outlet購物城之營，位於南港軟體園區站附近。

### 飯店
- 台北漢來大飯店
- 六福萬怡酒店
- 老爺行旅南港
- 雀客藏居台北南港
- 洛基大飯店南港館

### 電影
- 喜樂時代影城：為台灣的電影院系統之一，位於三鐵共構的南港車站[41]，跟CITYLINK 南港店合作。

- 台北南港lalaport威秀影城：為台灣的電影院系統之一，位於南港軟體園區站附近，跟 LaLaport Outlet 南港合作。

## 外部連結
- 臺北市南港區公所（繁體中文）（页面存档备份，存于）